# Shuvinai Ashoona
Shuvinai Ashoona (née en août 1961) est une artiste inuk.
Elle est principalement connue pour ses dessins à la plume et au crayon, représentant des paysages nordiques et la vie contemporaine des Inuits. Son style distinctif mêle des éléments traditionnels inuits à des représentations imaginaires et futuristes, intégrant parfois des créatures hybrides et des visions oniriques.

## Biographie
Shuvinai Ashoona est née en août 1961 à Cape Dorset (aujourd'hui Kinngait), dans les Territoires du Nord-Ouest (aujourd'hui Nunavut), dans une famille d'artistes célèbres. Son père, Kiugak Ashoona, était sculpteur, sa mère, Sorosilooto Ashoona, était graphiste et sa grand-mère, Pitseolak Ashoona, était l'une des artistes inuites les plus connues de sa génération. Elle est également liée aux artistes Napachie Pootoogook, sa tante, et Annie Pootoogook, sa cousine, avec qui elle a été sélectionnée pour participer à Oh, Canada, une vitrine d’artistes contemporains canadiens organisée par Denise Markonish et présentée au Massachusetts Museum of Contemporary Art en mai 2012,.
Ashoona fréquente le lycée à Iqaluit, mais elle revient rapidement dans la région de Cape Dorset avec sa fille. Elle vit avec sa famille à différents endroits tels que Luna Bay et Kangiqsualujjuaq. Elle découvre les dessins détaillés représentant l’Inuit Nunanga,. La famille Ashoona revient en ville à la fin des années 1980, date à laquelle elle commence à visiter les ateliers de Kinngait. Son style est influencé par ses tantes et collègues d'atelier, Napachie Pootoogook et Mayoreak Ashoona, ainsi que par Kenojuak Ashevak.

## Carrière

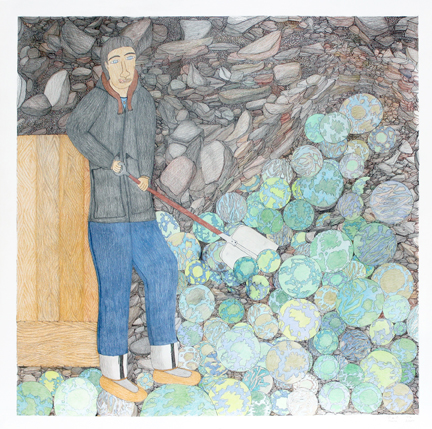
Shoveling Worlds acquis par le Musée des beaux-arts de l'Ontario en 2013.

Les dessins d'Ashoona s'inspirent souvent de la nature ou proviennent de son imagination. Ses thèmes incluent régulièrement la forme de l'œuf, le kudlik, une lampe à huile en pierre, et le ulu (un couteau traditionnel), ainsi que des images ou des événements historiques comme le Nascopie, un navire de ravitaillement qui a transportait des marchandises et des passagers à Cape Dorset jusqu'à son naufrage en 1947. La distinction entre le travail d'Ashoona et celui des autres artistes inuits reflète la fusion de la vie moderne et traditionnelle au Nunavut.
Ses premiers dessins dans les archives des ateliers Kinngait — l'atelier de gravure de renommée internationale fondé par la coopérative West Baffin Eskimo en 1959 — datent d'environ 1993. Il s'agissait de petits dessins monochromatiques détaillés de paysages, représentant souvent des terrains rocheux et peu peuplés. Sa première exposition majeure a été Trois femmes, trois générations: Dessins de Pitseolak Ashoona, Napatchie Pootoogook et Shuvinai Ashoona à la McMichael Canadian Art Collection à Kleinburg, en Ontario.
Elle commence à utiliser la couleur dans ses dessins au début des années 2000, introduisant des humains, leurs abris et leurs outils. D'autres éléments s'ajoutent plus tard comme des œufs, des combinaisons de cartes, des globes et des bribes de textes.
Vers 2009, Ashoona commence à dessiner des mondes fantastiques avec des figures humaines, animales et hybrides interagissant avec des planètes bleues et vertes. Ashoona fait l'objet d'un court métrage documentaire intitulé Ghost Noise (2010), réalisé par Marcia Connolly et dans lequel on entend la chanson Midnight Sun que le musicien Kevin Hearn, dont elle a peint la guitare, lui a dédiée.
Lorsque le NSCAD Lithography Workshop: Contemporary Editions est créé en 2017, Shuvinai Ashoona fait partie des artistes participant au renouveau de la lithographie dans le pays. Shuvinai Ashoona a reçu le prix Gershon Iskowitz 2018 pour sa contribution exceptionnelle aux arts visuels au Canada,.